# Округ Френклин (Ајдахо)
Округ Френклин (енгл. Franklin County) је округ у америчкој савезној држави Ајдахо.

## Демографија
По попису из 2010. године број становника је 12.786, што је 1.457 (12,9%) становника више него 2000. године.
| Група             | 2000.          | 2010.          |
| Белци             | 10.619 (93,7%) | 11.743 (91,8%) |
| Афроамериканци    | 12 (0,1%)      | 28 (0,2%)      |
| Азијати           | 16 (0,1%)      | 15 (0,1%)      |
| Хиспаноамериканци | 591 (5,2%)     | 838 (6,6%)     |
| Укупно            | 11.329         | 12.786         |